# Byron Mina
Byron Andrés Mina Cuero (n. San Lorenzo, Esmeraldas, Ecuador; 1 de agosto de 1991) es un artista de pintura y futbolista ecuatoriano. Juega de lateral derecho y su equipo actual es Chacaritas de la Serie B de Ecuador.

## Trayectoria

### Como futbolista

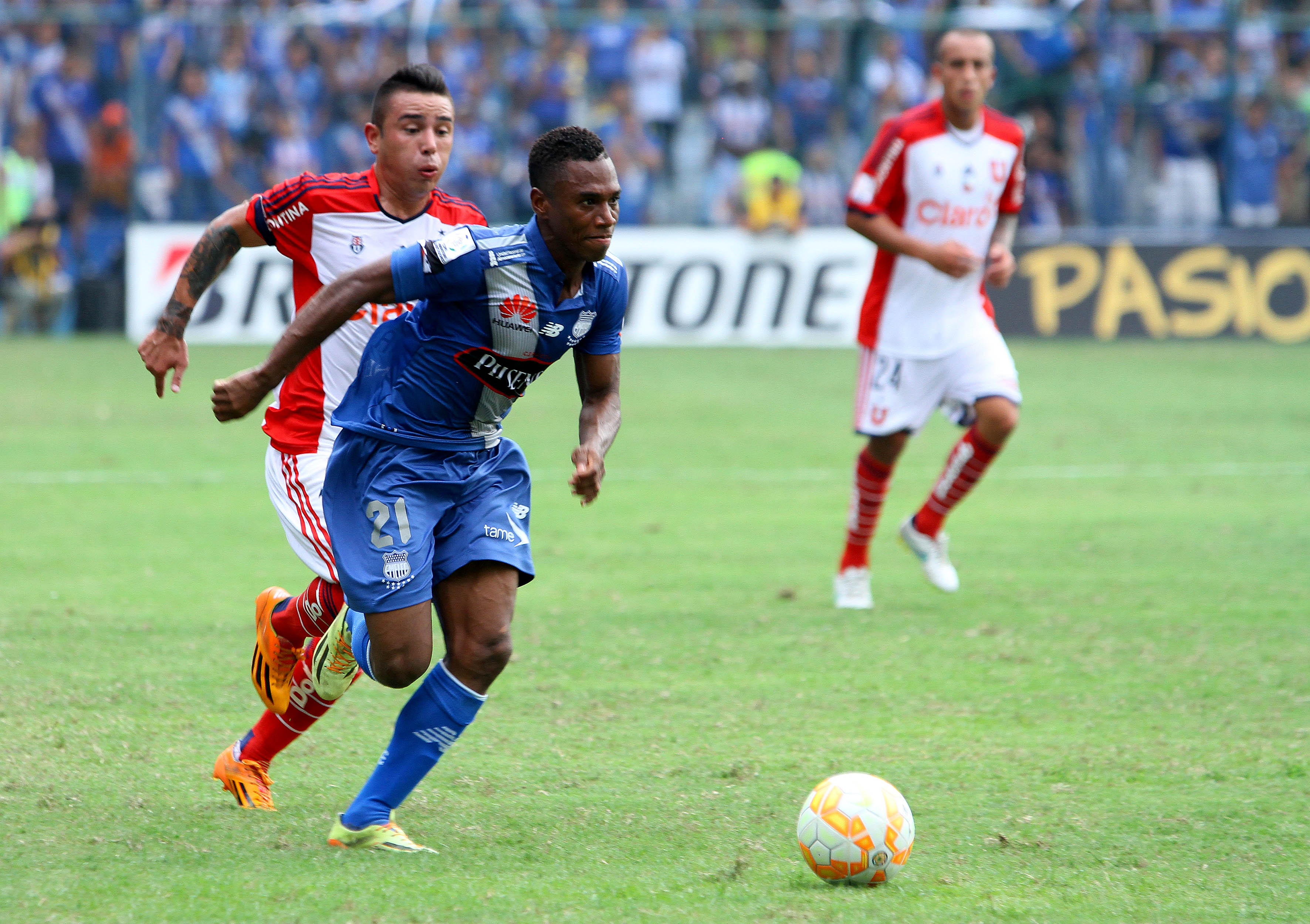

Jugó en las divisiones inferiores del Club Sport Emelec, y en el 2010 firmó su primer contrato para formar parte del equipo estelar del club, ese año, bajo dirección técnica de Jorge Sampaoli, debutó con el primer plantel el 15 de enero en el partido de exhibición llamado Explosión Azul. Debutó oficialmente en la Primera División el 28 de febrero ante Liga Deportiva Universitaria en el estadio Casa Blanca e internacionalmente en la Copa Libertadores 2010 frente a Sport Club Internacional de Brasil, anotó su primer gol en la fecha 20 de la Serie A de Ecuador contra Liga de Loja en el estadio George Capwell. Un gol suyo en el 2016 fue nominado por CNN como uno de los mejores goles de la semana a nivel mundial. Con Emelec fue tricampeón de Ecuador (2013, 2014, 2015).
Luego de Emelec ha jugado en clubes como Aucas y Mushuc Runa.

### Como artista
Byron Mina estudió en la Casa de la Cultura y Bellas Artes de Guayaquil, y ha vendido varias pinturas.

## Estadísticas

### Clubes
Actualizado al último partido disputado el 29 de octubre de 2024.
| Club                     | País          | Año           | Partidos | Goles |
| ------------------------ | ------------- | ------------- | -------- | ----- |
| C. S. Emelec             | Ecuador       | 2010-2018     | 161      | 2     |
| Aucas                    | Ecuador       | 2018          | 26       | 0     |
| Mushuc Runa              | Ecuador       | 2019          | 24       | 3     |
| Deportes Valdivia        | Chile         | 2020          | 8        | 0     |
| Olmedo                   | Ecuador       | 2020          | 9        | 0     |
| Atlético Giancarlo Ramos | Ecuador       | 2021          | 2        | 0     |
| La Unión                 | Ecuador       | 2021          | 7        | 0     |
| Grecia                   | Ecuador       | 2022          | 4        | 2     |
| Técnico Universitario    | Ecuador       | 2022-2023     | 7        | 0     |
| Chacaritas               | Ecuador       | 2023-act.     | 39       | 1     |
| Total carrera            | Total carrera | Total carrera | 287      | 8     |

### Participaciones internacionales
| Torneo                 | Club         | Resultado        |
| ---------------------- | ------------ | ---------------- |
| Copa Libertadores 2010 | C. S. Emelec | Segunda fase     |
| Copa Sudamericana 2010 | C. S. Emelec | Octavos de final |
| Copa Libertadores 2011 | C. S. Emelec | Segunda fase     |
| Copa Sudamericana 2011 | C. S. Emelec | Segunda fase     |
| Copa Libertadores 2012 | C. S. Emelec | Octavos de final |
| Copa Sudamericana 2012 | C. S. Emelec | Octavos de final |
| Copa Libertadores 2013 | C. S. Emelec | Octavos de final |
| Copa Sudamericana 2013 | C. S. Emelec | Segunda fase     |
| Copa Libertadores 2014 | C. S. Emelec | Segunda fase     |
| Copa Sudamericana 2014 | C. S. Emelec | Cuartos de final |
| Copa Libertadores 2015 | C. S. Emelec | Cuartos de final |
| Copa Sudamericana 2015 | C. S. Emelec | Octavos de final |
| Copa Libertadores 2016 | C. S. Emelec | Segunda fase     |
| Copa Sudamericana 2016 | C. S. Emelec | Segunda fase     |

## Palmarés

### Campeonatos nacionales
| Título             | Club         | País    | Año  |
| ------------------ | ------------ | ------- | ---- |
| Serie A de Ecuador | C. S. Emelec | Ecuador | 2013 |
| Serie A de Ecuador | C. S. Emelec | Ecuador | 2014 |
| Serie A de Ecuador | C. S. Emelec | Ecuador | 2015 |
| Serie A de Ecuador | C. S. Emelec | Ecuador | 2017 |